# Баннвіль-сюр-Ажон
Баннві́ль-сюр-Ажо́н (фр. Banneville-sur-Ajon) — колишній муніципалітет у Франції, у регіоні Нормандія, департамент Кальвадос. Населення — 373 осіб (2011).
Муніципалітет був розташований на відстані близько 220 км на захід від Парижа, 20 км на південний захід від Кана.

## Історія
До 2015 року муніципалітет перебував у складі регіону Нижня Нормандія. Від 1 січня 2016 року належав до нового об'єднаного регіону Нормандія.
1 січня 2016 року Баннвіль-сюр-Ажон і Сент-Аньян-ле-Малерб було об'єднано в новий муніципалітет Малерб-сюр-Ажон.

## Демографія
Динаміка населення (INSEE ):
Розподіл населення за віком та статтю (2006):
| Стать | Всього | До 15 років | 15-24 | 25-44 | 45-64 | 65-85 | Понад 85 |
| --- | ------ | ----------- | ----- | ----- | ----- | ----- | -------- |
| Чоловіки | 184    | 24          | 24    | 44    | 72    | 20    | 0        |
| Жінки | 200    | 44          | 28    | 44    | 76    | 8     | 0        |
| \| Статево-вікова піраміда \| Статево-вікова піраміда \| Статево-вікова піраміда \| \| ----------------------- \| ----------------------- \| ----------------------- \| \| Чоловіки \| Вік \| Жінки \| \| 0 \| 85 + \| 0 \| \| 8 \| 80-84 \| 8 \| \| 8 \| 75-79 \| 0 \| \| 0 \| 70-74 \| 0 \| \| 4 \| 65-69 \| 0 \| \| 16 \| 60-64 \| 24 \| \| 12 \| 55-59 \| 20 \| \| 28 \| 50-54 \| 4 \| \| 16 \| 45-49 \| 28 \| \| 8 \| 40-44 \| 16 \| \| 12 \| 35-39 \| 4 \| \| 8 \| 30-34 \| 8 \| \| 16 \| 25-29 \| 16 \| \| 8 \| 20-24 \| 0 \| \| 16 \| 15-20 \| 28 \| \| 8 \| 10-14 \| 12 \| \| 12 \| 5-9 \| 20 \| \| 4 \| 0-4 \| 12 \| |        |             |       |       |       |       |          |
| Статево-вікова піраміда |        |             |       |       |       |       |          |
| Чоловіки | Вік    | Жінки       |       |       |       |       |          |
| 0 | 85 +   | 0           |       |       |       |       |          |
| 8 | 80-84  | 8           |       |       |       |       |          |
| 8 | 75-79  | 0           |       |       |       |       |          |
| 0 | 70-74  | 0           |       |       |       |       |          |
| 4 | 65-69  | 0           |       |       |       |       |          |
| 16 | 60-64  | 24          |       |       |       |       |          |
| 12 | 55-59  | 20          |       |       |       |       |          |
| 28 | 50-54  | 4           |       |       |       |       |          |
| 16 | 45-49  | 28          |       |       |       |       |          |
| 8 | 40-44  | 16          |       |       |       |       |          |
| 12 | 35-39  | 4           |       |       |       |       |          |
| 8 | 30-34  | 8           |       |       |       |       |          |
| 16 | 25-29  | 16          |       |       |       |       |          |
| 8 | 20-24  | 0           |       |       |       |       |          |
| 16 | 15-20  | 28          |       |       |       |       |          |
| 8 | 10-14  | 12          |       |       |       |       |          |
| 12 | 5-9    | 20          |       |       |       |       |          |
| 4 | 0-4    | 12          |       |       |       |       |          |

## Економіка
2010 року серед 268 осіб працездатного віку (15—64 років) 202 були активними, 66 — неактивними (показник активності 75,4%, у 1999 році було 71,3%). З 202 активних мешканців працювали 183 особи (97 чоловіків та 86 жінок), безробітними було 19 (10 чоловіків та 9 жінок). Серед 66 неактивних 23 особи були учнями чи студентами, 31 — пенсіонерами, 12 були неактивними з інших причин.

У 2010 році в муніципалітеті числилось 148 оподаткованих домогосподарств, у яких проживали 392,0 особи, медіана доходів виносила 19 858 євро на одного особоспоживача

## Галерея зображень

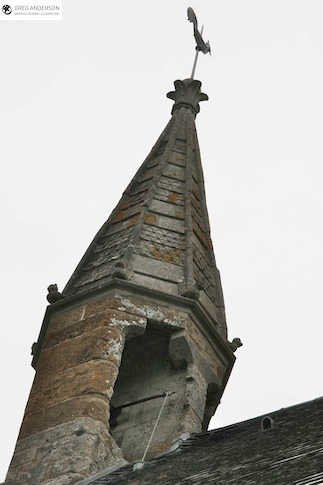
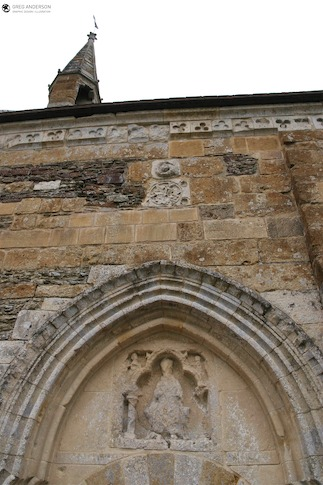
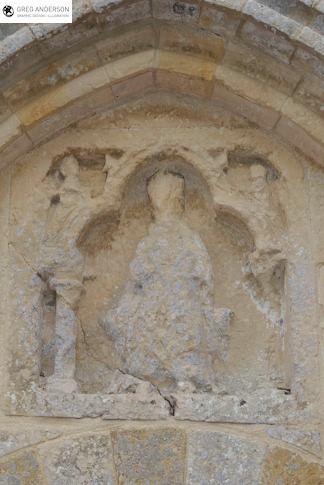
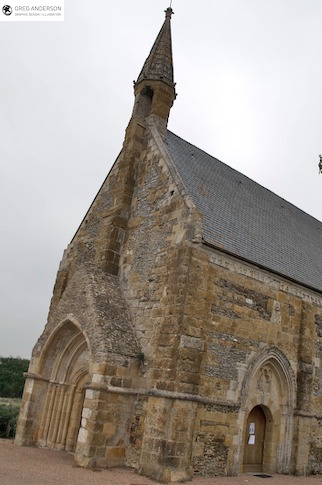
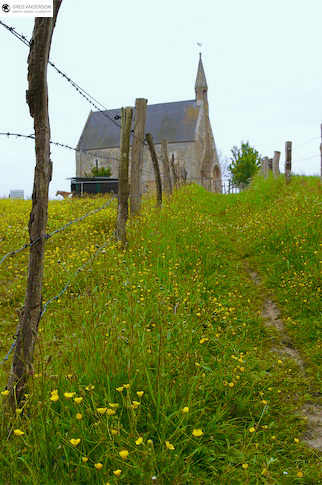
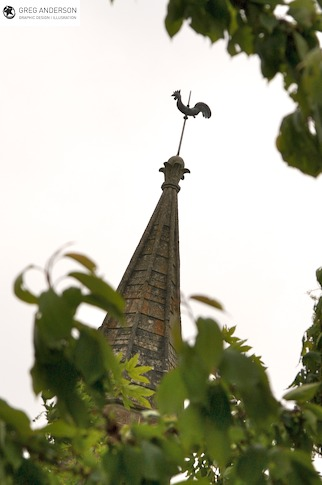
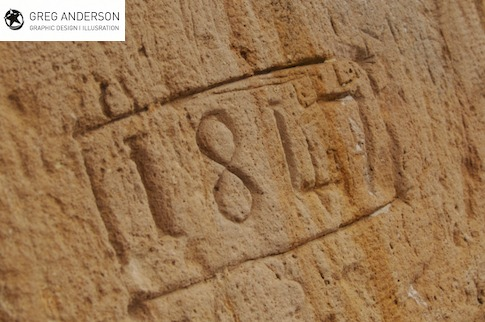
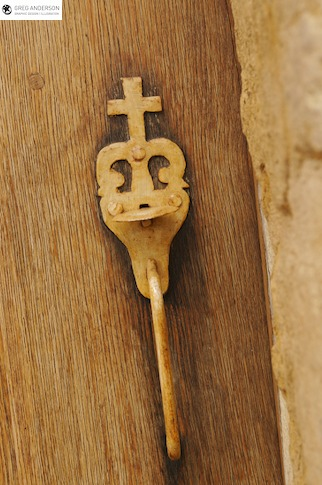